# K9 Thunder
O K9 Thunder é um obuseiro autopropulsado de 155 mm produzido para as Forças Armadas da Coreia do Sul, entrou em serviço no ano de 1998.

## Histórico Operacional
O K9 Thunder viu seu primeiro combate durante o ‎‎bombardeio de Yeonpyeong‎‎ em 23 de novembro de 2010. Os obuseiros operados pela 7ª Companhia de Artilharia do ‎‎Corpo de Fuzileiros Navais da República da Coreia‎‎ foram encarregados de contra-atacar depois de receberem bombardeios de artilharia surpresa da Coreia do Norte. Antes do ataque, quatro obuseiros estavam em exercício de disparo programado, e dois permaneceram na posição fortificada. Um dos veículos sofreu um projétil preso no barril devido a um erro de falha por falta de carga. Após o exercício de disparo, algumas equipes deixaram o veículo enquanto os membros restantes abriam todas as escotilhas enquanto esperavam a arma desativada ser consertada. ‎‎ Cada veículo sempre carrega 20 projeteis de HE e sinalizador combinados para resposta rápida. 

## Variantes

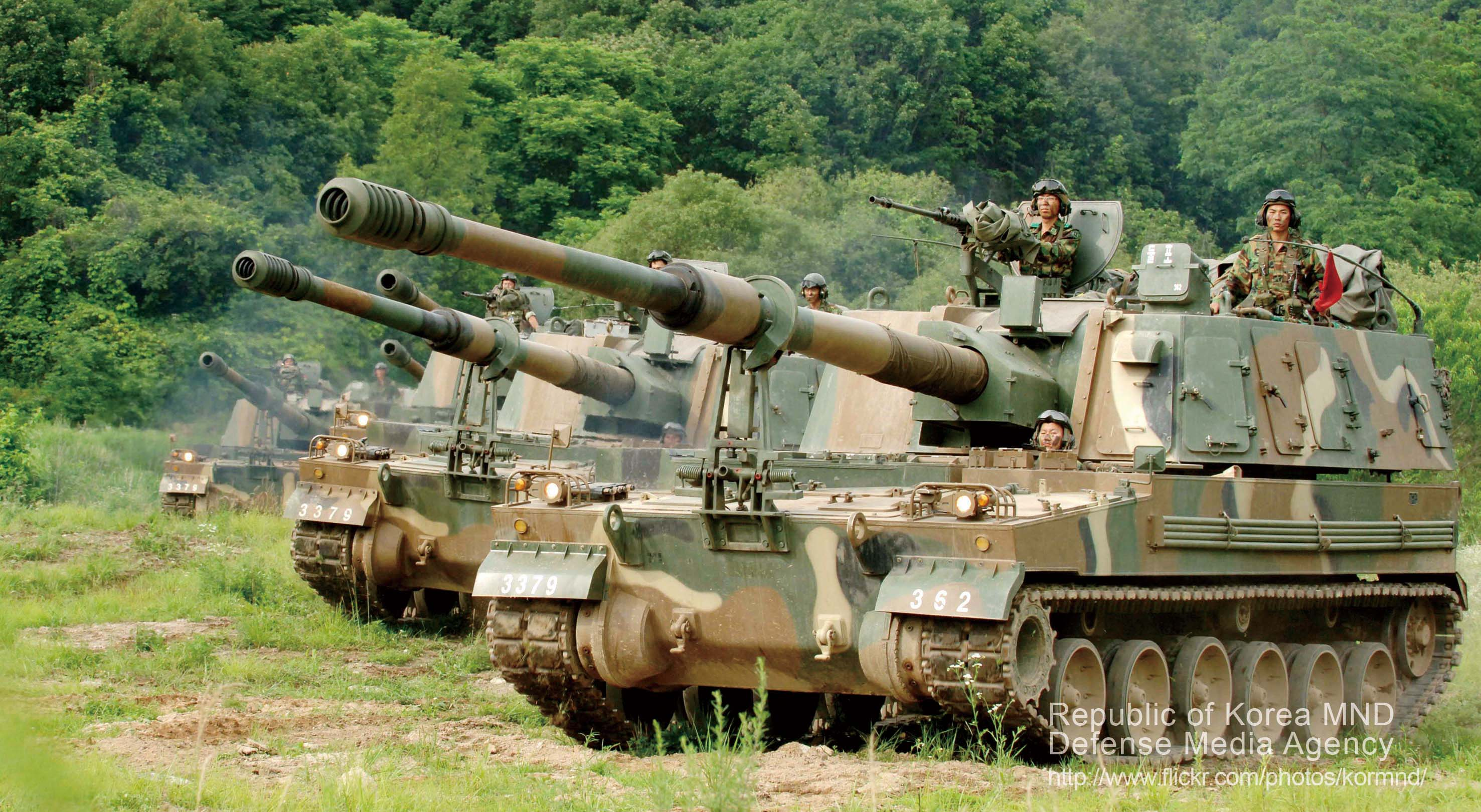
Um grupo de K-9s coreanos.

- ‎XK9:‎‎ Protótipo experimental. 2 construídos.‎
- ‎K9 Thunder:‎‎ Variante de primeira produção. ‎
  - ‎ ‎‎T-155 Fırtına:‎‎ O obuseiro turco auto-propulsado variante baseada no K9. Fabricados e montados pelas ‎‎Forças Terrestres Turcas‎‎ usando subsistemas importados da Coreia do Sul. A torre é modificada para armazenar munição adicional, mas aumentando o peso de combate em troca. O veículo tem APU instalado, mas falta visão panorâmica do comandante.‎
  - ‎AS9 "Aussie Thunder":‎‎ variante australiana do K9 em 2010. Ele apresentava capacidade aprimorada de proteção de minas FCS, BMS-F, RWS e anti-tanque. A suspensão também é atualizada para suportar o aumento do peso.‎
  - ‎ ‎‎AHS Krab:‎‎ O obuseiro auto-propulsado polonês usa o chassi K9 e o power pack. Chassi é licença produzida por ‎‎Huta Stalowa Wola‎‎.‎
  - ‎K9 PIP‎‎: Plano de atualização K9 adição visual APU, FCS atualizado. A atualização mais tarde evoluiu para K9A1 com modificações adicionais. ‎
    - ‎K9 Vajra-T (Relâmpago):‎‎ Variante indiana do K9. Fabricado pela ‎‎Larsen & Toubro‎‎ sob licença. A visão do artilheiro é instalada especificamente para capacidade de fogo direto. Personalizado para operação no deserto. ‎
    - ‎K9FIN Moukari (Martelo de trenó):‎‎ Variante finlandesa do K9. Anteriormente usado pelas ‎‎Forças Armadas da República da Coreia‎‎, e reformado com atualizações.‎
    - ‎K9 Kõu (Relâmpago):‎‎ Variante estoniana do K9. Anteriormente usado pelas Forças Armadas da República da Coreia, e reformado com atualizações.‎
- ‎K9A1:‎‎ Primeira variante aprimorada para as Forças Armadas da República da Coreia. Adicionado APU, navegador GPS, periscópio térmico do motorista, câmera de vigilância traseira e sistema de controle de incêndio melhorado. A atualização do A1 também permite usar novas munições de longo alcance, aumentando seu alcance de disparo. ‎‎ O primeiro K9A1 foi lançado e está a serviço do ‎‎Exército da República da Coreia‎‎ desde 2018. Todos os K-9 operados pelas ‎‎Forças Armadas ROK serão‎‎ atualizados para A1 ou variante futura até 2030. ‎
  - ‎K9 VIDAR :‎‎ Variante norueguesa do K9A1 com subsistemas noruegueses e melhor proteção. ‎
    - ‎AS9 Huntsman:‎‎ Variante australiana do K9. É uma versão atualizada do padrão K9 VIDAR com pacote de armadura adicional e suspensão aprimorada. Novo design de chassi se assemelha ao AS21 Redback na aparência. ‎
- ‎K9A2:‎‎ Em desenvolvimento. A variante A2 será operada por três tripulações (duas em emergência) com novo design de torre com sistema completo de carregamento automático, aumentando a taxa de fogo para 9-10 rounds/min. A capacidade de proteção de minas também é aumentada, a pista de borracha composta substituirá o convencional e otimizará a capacidade de reabastecimento com o K10. O veículo pode ser controlado remotamente a partir do BTCS (Battalion Tactical Command System). Espera-se que seja lançado em 2022. ‎‎ Também conhecido como K9A2-1 para diferenciar da variante calibre 58. ‎
  - ‎K9A2-2:‎‎ variante calibre 155 mm 58 de K9A2. Apenas estágio de proposta.‎
- ‎K9A3:‎‎ K9A2 totalmente automatizado e não tripulado O desenvolvimento está programado para terminar em 2025, e espera estar em serviço até 2027. ‎
- ‎K10 ARV (Veículo de Reabastecimento de Munição):‎‎ Veículo de reabastecimento automático para K9 Thunder usando o mesmo chassi. ‎
  - ‎K10 VIDAR :‎‎ Variante norueguesa do K10.‎
- ‎K10 AARV (Veículo Blindado de Reabastecimento de Munição):‎‎ Variante de proteção aprimorada do ARV K10. ‎
  - ‎AS10:‎‎ Variante australiana do K10 AARV. Configuração semelhante ao AS9. ‎
  - ‎AS10C2:‎‎ Variante de Posto de Comando & Controle protegido sugerido com base no AS10.‎

## Operadores

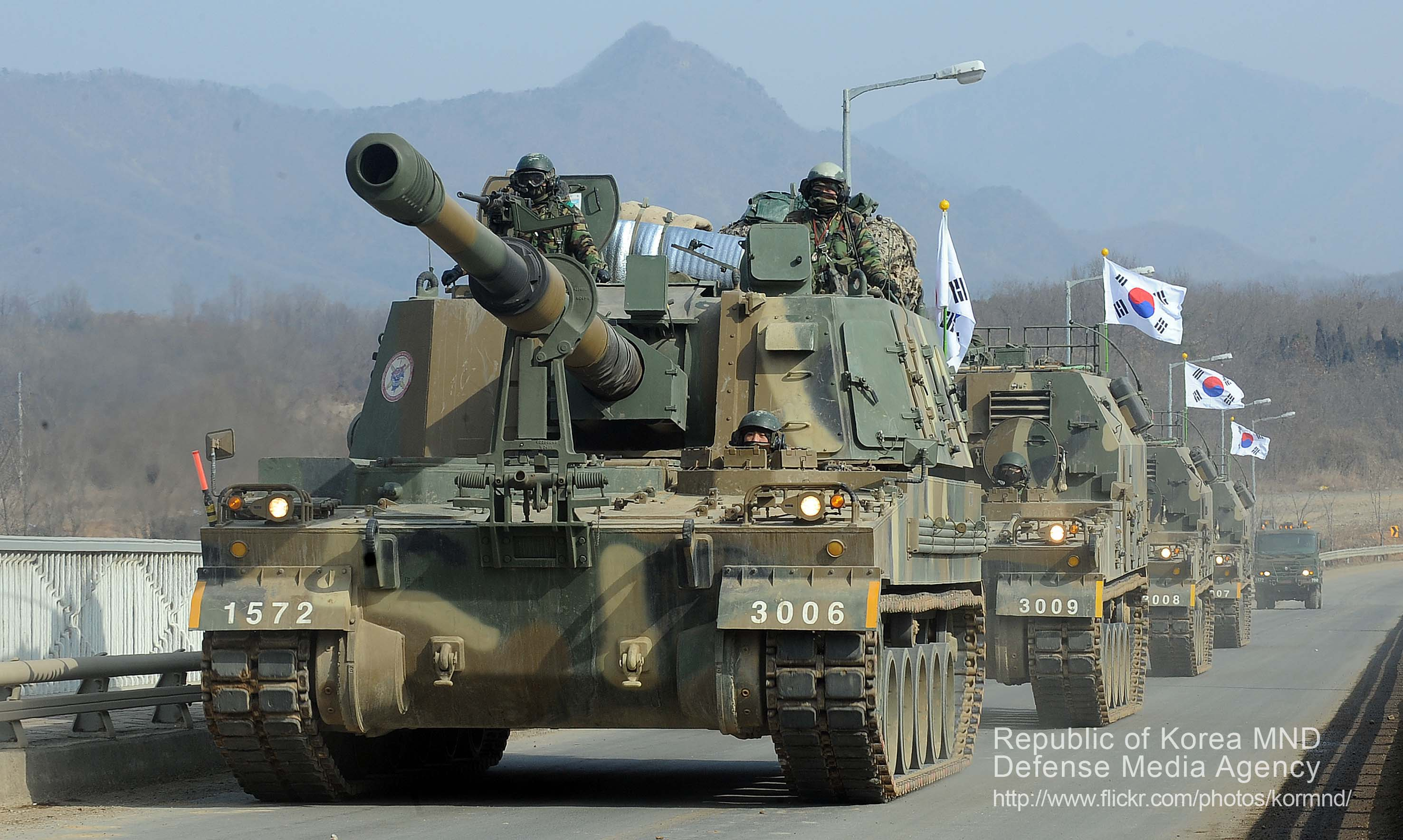
Um grupo de K9 coreanos.

### Atuais Operadores
‎ Austrália
A Austrália construirá 30 obuseiros auto-propulsados da variante AS9 'Huntsman' e 15 AARVs AS10 construidos sob licença na Geelong. ‎
 Estónia
‎Em 26 de junho de 2018, a Estônia assinou um acordo com a Coreia do Sul para a aquisição de 12 obuseiros  auto-propulsado K9 usados, com uma opção relatada para 12 sistemas adicionais de artilharia. O acordo também inclui treinamento, manutenção e peças de reposição. Entregas para começar em 2020. A compra de mais 6 howitzers foi anunciada em outubro de 2019. 
 Finlândia
As ‎‎Forças de Defesa finlandesas‎‎ anunciaram em 17 de fevereiro de 2017 que comprarão 48 K9s usados, com as entregas começando em 2017.
 Índia
10 unidades foram compradas da Coreia do Sul e montadas pela L&T na Índia e entregues ao Exército indiano durante o Defexpo 2018. O restante dos 100 foram produzidos pela ‎‎Larsen & Toubro‎‎ para o Exército Indiano como K9 Vajra-T. ‎‎ A partir de fevereiro de 2021, todas as 100 unidades foram entregues.
 Noruega
A Noruega selecionou o K9 Thunder para substituir os SPHs ‎‎M109A3GNM‎‎ que estão em serviço desde a década de 1960. 24 K9 e 6 K10 foram comprados, com uma opção para outros 24 K9 e K10 adicionais. As entregas estão previstas para começar em 2019. ‎
 Polónia
120 unidades da variante AHS Krab.
 Coreia do Sul

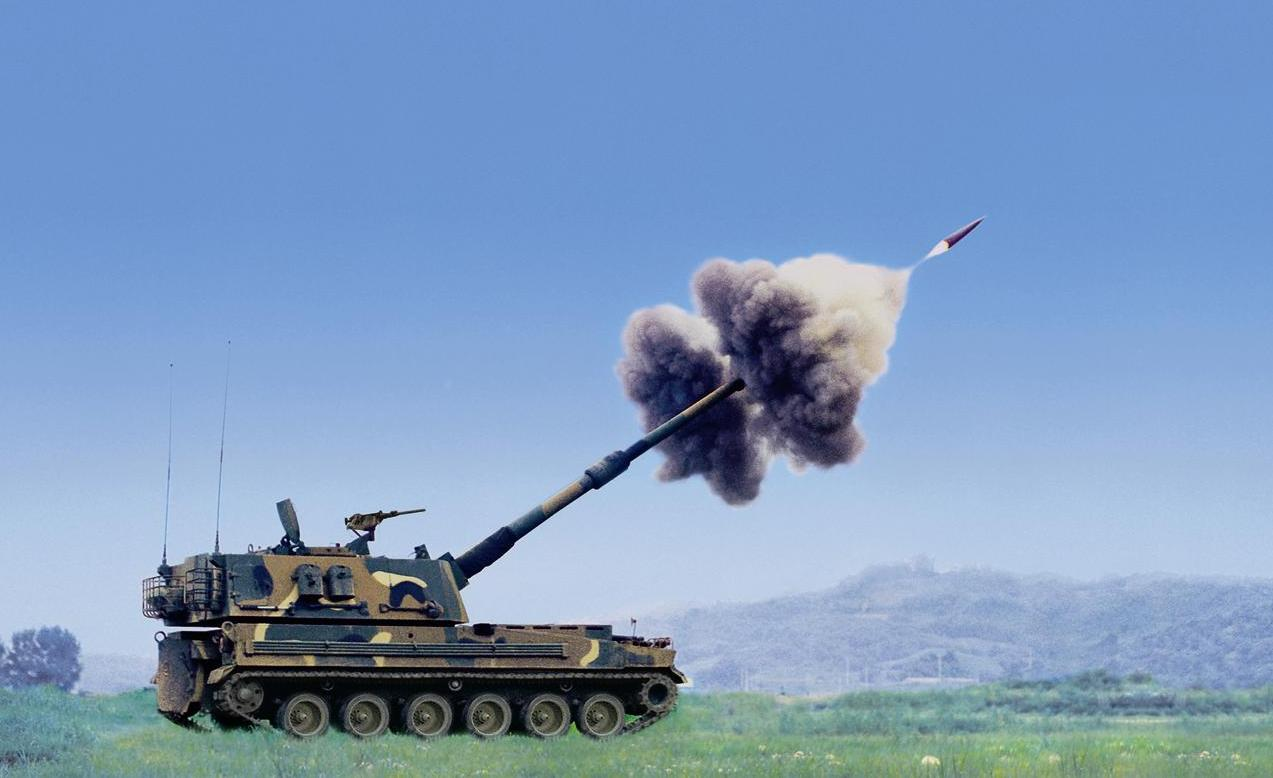
Um K9 disparando seu canhão de 155 mm.

Estima-se que 1.300 K9/A1 e K10 são operados pelo ‎‎Exército‎‎ e pelo ‎‎Corpo de Fuzileiros Navais.‎‎ Todos os K9 estão em processo de atualização para K9A1 ou variante futura até 2030. 
 Turquia
‎A Turquia originalmente planejava produzir 350 ‎‎T-155 Fırtına‎‎ até 2011 sob acordo com a Coreia do Sul — 280 para militares turcos e 70 para exportação. ‎‎ As Forças Terrestres Turcas operam 280 T-155 Fırtına. ‎

### Futuros Operadores
‎ Egito
‎Foi relatado em 22 de dezembro de 2021 que o Egito poderia assinar um acordo com a Coreia do Sul para produzir o K9 sob licença. ‎